# Chaetodon burgessi
Chaetodon burgessi är en fiskart som beskrevs av Allen och Starck, 1973. Chaetodon burgessi ingår i släktet Chaetodon och familjen Chaetodontidae. IUCN kategoriserar arten globalt som livskraftig. Inga underarter finns listade i Catalogue of Life.